# 赫魯德
50°34′17″N 27°24′5″E / 50.57139°N 27.40139°E
赫魯德（烏克蘭語：Груд），是烏克蘭中部日托米爾州的村落，由茲維亞赫爾區的茲維亞赫爾市鎮所轄，距離茲維亞赫爾約19公里，始建於1868年，面積1.73平方公里，海拔高度218米，2001年人口579。